# Luigi Ansbacher
Luigi Ansbacher (Milano, 9 giugno 1878 – Milano, 28 luglio 1956) è stato un dirigente sportivo e giurista italiano, quinto presidente dell'Inter dal 1913 al 1914.

## Biografia
Era il primogenito di Bernardo Ansbacher (1833-1914), ebreo tedesco, piccolo industriale chimico a Milano, e della moglie Giulia Ansbacher Riesser, ebrea di Francoforte sul Meno nata Julie Riesser (1845-1933). Lo zio da parte di madre era Jakob Riesser (1852-1932), avvocato, banchiere, giurista, politico e docente universitario. Suo fratello minore era Guido Ansbacher (1880-1957), rappresentante in Germania della Banca Commerciale Italiana, detta Comit.

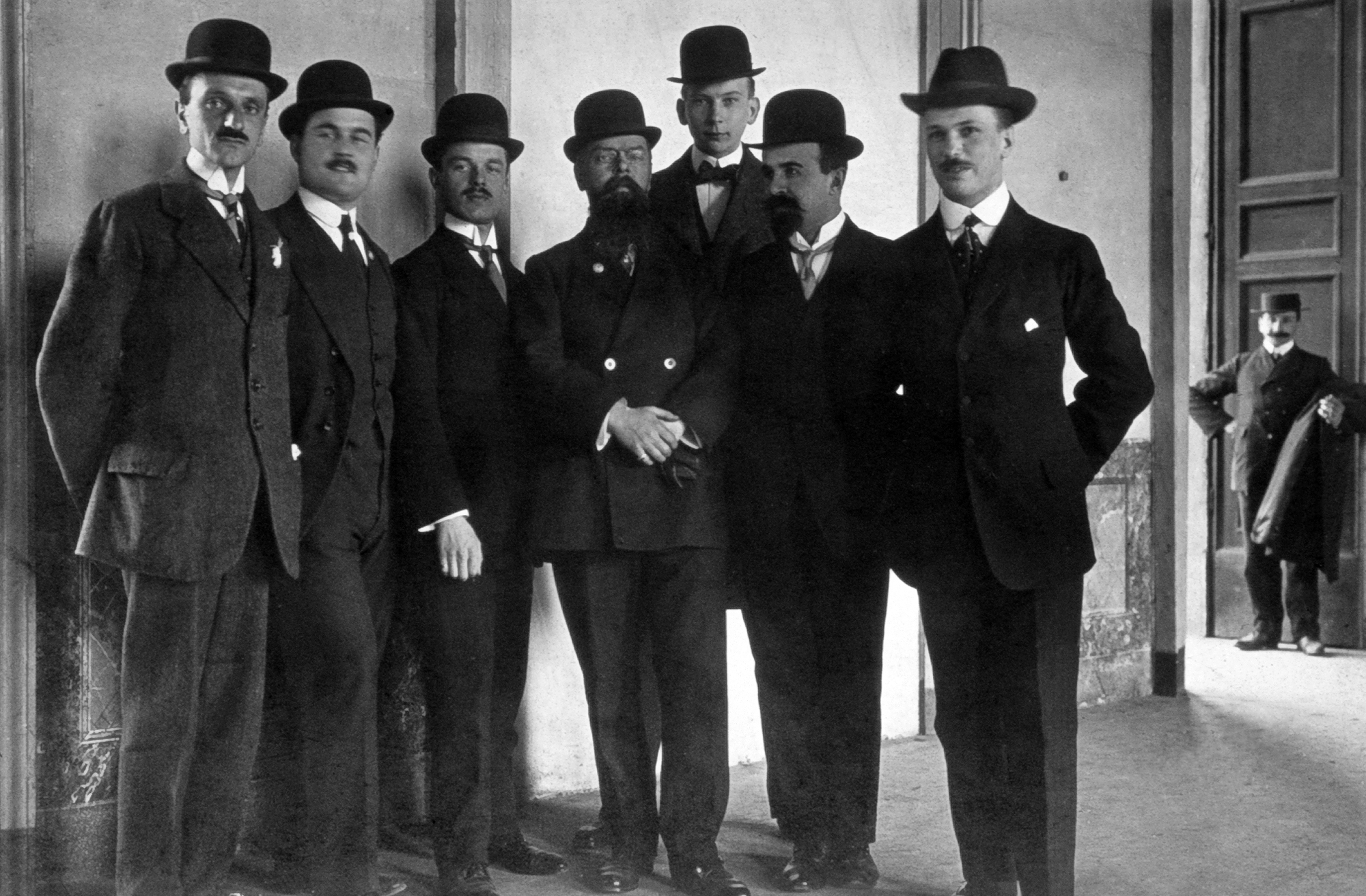
Luigi Ansbacher posa nel 1912 con alcuni fondatori e dirigenti dell'Inter (da sinistra: Paramithiotti (Pres.), Muggiani, Hugo Rietmann, Hirzel, Bach, Ansbacher, Glockner e sul portone a destra Max Rietmann).

Si laureò all'Università degli Studi di Pavia in Giurisprudenza, con il professore e avvocato civilista Vincenzo Simoncelli. Divenne lui stesso affermato avvocato civilista e di commercio.
Nel 1913, trentacinquenne, divenne presidente dell'Inter, succedendo a Emilio Hirzel. Durante la sua presidenza la società raggiunse il terzo posto nel girone finale nella stagione 1913/14. Durante la stagione, a maggio 1914 aveva sia perso il padre che, giorni dopo, avuto la sua primogenita Gabriella, dalla moglie diciannovenne Elsa Maria Giuditta Colombo. Lasciò la presidenza a Giuseppe Visconti di Modrone.
Domenica 6 settembre dello stesso 1914, l'Inter mise in palio all'Arena Civica l'unica Targa Luigi Ansbacher, giocata tra Inter e Juventus, ampiamente battuta 8-2
L'11 agosto 1920 divenne padre di Bernardo Ansbacher, che chiamò come il suo defunto padre e che seguirà le sue orme di avvocato.
Iniziò a scrivere di diritto internazionale, confrontando Italia e Germania, e nel 1927 divenne professore di Istituzioni commerciali germaniche all'Università commerciale Luigi Bocconi, avendo anche incarico di conferenziere. Il 1933 fu per lui un anno luttuoso: a luglio rimase vedovo, e a dicembre perse la madre. Terminò la sua attività in Bocconi nel 1938.
Melomane e grande amico di Arturo Toscanini, fu per anni presidente di Casa Verdi, la casa di riposo per musicisti creata da Giuseppe Verdi.
Donò infine alla Bocconi la sua collezione di opere giuridiche, soprattutto tedesche. È sepolto al Cimitero monumentale di Milano.